# ミハイル・コガルニセアヌ級河川砲艦
ミハイル・コガルニセアヌ級河川砲艦（英語: Mihail Kogălniceanu class river monitor）は、ルーマニア海軍の河川砲艦の艦級。1310型やブルタールIII級と表記することもある。
ルーマニアのドロベタ＝トゥルヌ・セヴェリンにあるドロベタ造船所によって3隻が建造された。ルーマニア海軍のドナウ川小艦隊に配備されており、ブライラを拠点としている。2023年時点で3隻が運用中である。

## 設計
ドナウ川で運用することを想定した設計で、艦には装甲が施されている。要目は資料により差異があり、「Jane's Fighting Ships 2015-2016」では満載排水量584t、全長52m、幅9m、喫水1.7m、「Weyers Flotten Taschenbuch 2008/2010」では排水量550t、全長62ｍ、幅8ｍ、喫水1.6ｍとなっている。機関には24-H-165 RINS ディーゼルエンジンを2基搭載しており、2軸で推進する。最大速力は18ノット、乗員は52名である。

## 装備
武装としては、艦の前後に100mm砲塔を2基（105ｍｍとする資料もある）、30mm連装機関砲を2基、14.5mm4連装機関銃を2基（2連装とする資料もある）、BM-21多連装ロケット発射機を2基装備している。また、SA-N-5艦対空ミサイルを2基装備しているとする資料もあるが、最近の資料には記載されていない。射撃統制システムはなく、対空火器は有人操作式である。
電子装備としてはIバンドの航海レーダーがある。

## 近代化
限定的な近代化改修が始まっており、エンジンや航法装置、レーダーなどが新型化され、前方監視型赤外線装置の追加などが行われている。しかし兵装はそのままで、近い将来の改修も予定されていない。

## 同型艦
| 番号 | 艦名                                         | 建造所         | 就役            |
| ---- | -------------------------------------------- | -------------- | --------------- |
| 45   | ミハイル・コガルニセアヌ Mihail Kogălniceanu | ドロベタ造船所 | 1993年 12月19日 |
| 46   | I・C・ブラティアヌ I C Brătianu              | ドロベタ造船所 | 1994年 12月28日 |
| 47   | ラスカル・カタルジュ Lascăr Catargiu         | ドロベタ造船所 | 1996年 11月22日 |